# Kimberley Crossman
Kimberley Crossman (* 24. Mai 1990 in Auckland, Neuseeland) ist eine neuseeländische Schauspielerin und Moderatorin.

## Leben
Crossman wuchs in Auckland auf. Ihre Eltern ließen sich scheiden, als sie zwei Jahre alt war. Im Alter von drei Jahren begann Crossman mit dem Tanzen, unterstützt wurde sie dabei von ihrer Mutter, die eine Tanzschule betrieb. Mit sieben Jahren begann sie zu schauspielern und nahm in ihrer Jugend Schauspielunterricht. Später nahm sie am Programm Aspiring Young Actors teil. Im 13. Schuljahr sprach Crossman erstmals vor, unter anderem für die Rolle der Sophie McKay in der Serie Shortland Street, die sie schließlich erhielt und bis 2012 spielte. Bereits während der Drehs für Shortland Street wurde sie als Moderatorin tätig. Sie arbeitete als Reporterin für die Kindershow The Erin Simpson Show und berichtete für Nickelodeon Neuseeland von den Nickelodeon Kids’ Choice Awards 2010. Nach ihrem Ausstieg aus Shortland Street zog Crossman 2012 nach Los Angeles und pendelt seitdem zwischen den Vereinigten Staaten und ihrer Heimat Neuseeland.
2014 kehrte sie für einen längeren Aufenthalt zurück nach Neuseeland, weil sie am Reality-TV-Format Cadbury Dream Factory als „Helper“ teilnahm.
Sie spielte 2015 eine der Hauptrollen in Deathgasm und engagierte sich für die Kampagne 40 Hour Famine von World Vision Neuseeland. Seit 2016 spielt sie die Rolle der Nikki Hart in der Web-Serie Hashtaggers.

## Filmografie (Auswahl)
- 2007–2012: Shortland Street (Fernsehserie, 344 Folgen)
- 2011: Talent: The Casting Call (Fernsehserie, 2 Folgen)
- 2012: Navy CIS: L.A. (Fernsehserie, Folge 3x04)
- 2012: Power Rangers Samurai (Fernsehserie, 5 Folgen)
- 2013: End of Daze
- 2014: Step Dave (Fernsehserie, 4 Folgen)
- 2015: Deathgasm
- 2015: Fantasy Life (Fernsehfilm)
- 2015: Bad Fruit (zugleich Buch und Regie)
- 2015–2018: Funny Girls (Fernsehserie, 5 Folgen)
- 2016: Hashtaggers (Webserie, 8 Folgen)
- 2016: A Beginner’s Guide to Snuff
- 2016: Strangers In a Strange Land
- 2016: Terry Teo (Fernsehserie, Folge 1x03)
- 2017: The 60 Yard Line
- 2017: Blonder Wahnsinn (The Other Mother)
- 2017: Get You Back
- 2017–2019: SMILF (Fernsehserie, 4 Folgen)
- 2019–2020: Golden Boy (Fernsehserie, 16 Folgen)
- 2021: Together Forever Tea (Fernsehfilm)
- 2021: Coronavirus Conspiracy
- 2021: Written in the Stars (Fernsehfilm)
- 2021–2023: Creamerie (Fernsehserie, 10 Folgen)
- 2022: God Save the Queens
- 2022: Brokenwood – Mord in Neuseeland (The Brokenwood Mysteries, Fernsehserie, Folge 8x02)
- 2022: My Life Is Murder (Fernsehserie, Folge 3x01)
- 2022–2023: Raised by Refugees (Fernsehserie, 5 Folgen)
- 2023: Homebound 3.0 (Fernsehserie, 7 Folgen)

## Belege
1. ↑  Kimberley Crossman: Love YOU. S. 8.
2. ↑  Kimberley Crossman: Love YOU. S. 9.
3. ↑  Kimberley Crossman: Love YOU. S. 12.
4. 1 2  Belind Nash: Why is Kimberley Crossman Starving? In: nzgirl.co.nz. 22. Mai 2015, archiviert vom Original (nicht mehr online verfügbar) am 5. Januar 2017; abgerufen am 5. Januar 2017 (englisch).  Info: Der Archivlink wurde automatisch eingesetzt und noch nicht geprüft. Bitte prüfe Original- und Archivlink gemäß Anleitung und entferne dann diesen Hinweis.
5. ↑  James Croot: Why Kimberly Crossman returned home. In: stuff.co.nz. 20. Februar 2014, abgerufen am 5. Januar 2017 (englisch).

| Personendaten    | Personendaten                                  |
| ---------------- | ---------------------------------------------- |
| NAME             | Crossman, Kimberley                            |
| KURZBESCHREIBUNG | neuseeländische Schauspielerin und Moderatorin |
| GEBURTSDATUM     | 24. Mai 1990                                   |
| GEBURTSORT       | Auckland, Neuseeland                           |